# Потосі (Вісконсин)
Потосі (англ. Potosi) — селище (англ. village) в США, в окрузі Грант штату Вісконсин. Населення — 646 осіб (2020).

## Географія
Потосі розташоване за координатами 42°41′8″ пн. ш. 90°42′27″ зх. д. / 42.68556° пн. ш. 90.70750° зх. д. (42.685520, -90.707386).  За даними Бюро перепису населення США в 2010 році селище мало площу 4,31 км², з яких 4,27 км² — суходіл та 0,04 км² — водойми.

## Демографія
Згідно з переписом 2010 року, у селищі мешкало 688 осіб у 295 домогосподарствах у складі 203 родин. Густота населення становила 160 осіб/км².  Було 322 помешкання (75/км²).
Расовий склад населення:
| - 98,7 % — білих - 0,7 % — азіатів - 0,1 % — корінних американців |

До двох чи більше рас належало 0,3 %. Частка іспаномовних становила 0,6 % від усіх жителів.
За віковим діапазоном населення розподілялося таким чином: 21,4 % — особи молодші 18 років, 59,1 % — особи у віці 18—64 років, 19,5 % — особи у віці 65 років та старші. Медіана віку мешканця становила 45,3 року. На 100 осіб жіночої статі у селищі припадало 94,4 чоловіків;  на 100 жінок у віці від 18 років та старших — 94,6 чоловіків також старших 18 років.
Середній дохід на одне домашнє господарство  становив 60 980 доларів США (медіана — 45 938), а середній дохід на одну сім'ю — 78 189 доларів (медіана — 61 250). Медіана доходів становила 51 719 доларів для чоловіків та 36 563 долари для жінок. За межею бідності перебувало 16,2 % осіб, у тому числі 24,1 % дітей у віці до 18 років та 11,5 % осіб у віці 65 років та старших.
Цивільне працевлаштоване населення становило 330 осіб. Основні галузі зайнятості: освіта, охорона здоров'я та соціальна допомога — 20,0 %, виробництво — 16,1 %, будівництво — 12,4 %, роздрібна торгівля — 10,3 %.